# Brad Shaw
Bradley William "Brad" Shaw, född 28 april 1964, är en kanadensisk ishockeytränare och före detta professionell ishockeyback som var senast tränare för Philadelphia Flyers i National Hockey League (NHL).

## Spelare
Shaw tillbringade elva säsonger i den nordamerikanska ishockeyligan National Hockey League (NHL), där han spelade för Hartford Whalers, Ottawa Senators, Washington Capitals och St. Louis Blues. Han producerade 159 poäng (22 mål och 137 assists) samt drog på sig 208 utvisningsminuter på 377 grundspelsmatcher.
Han spelade också för HC Varese i Serie A; Binghamton Whalers i American Hockey League (AHL); Salt Lake Golden Eagles, Atlanta Knights och Detroit Vipers i International Hockey League (IHL) samt Ottawa 67's i Ontario Hockey League (OHL).
Shaw draftades av Detroit Red Wings i femte rundan i 1982 års draft som 86:e spelare totalt.

### Statistik
| 1980–1981  | Kitchener Greenshirts   |            | 62  | 14 | 58  | 72  | 14  | —  | — | —  | —  | —  |
| 1981–1982  | Ottawa 67's             | OHL        | 68  | 13 | 59  | 72  | 24  | 15 | 1 | 13 | 14 | 4  |
| 1982–1983  | Ottawa 67's             | OHL        | 63  | 12 | 66  | 78  | 24  | 9  | 2 | 9  | 11 | 4  |
| 1983–1984  | Ottawa 67's             | OHL        | 68  | 11 | 71  | 82  | 75  | 13 | 2 | 27 | 29 | 9  |
| 1984–1985  | Binghamton Whalers      | AHL        | 24  | 1  | 10  | 11  | 4   | 8  | 1 | 8  | 9  | 6  |
|            | Salt Lake Golden Eagles | IHL        | 44  | 3  | 29  | 32  | 25  | —  | — | —  | —  | —  |
| 1985–1986  | Hartford Whalers        | NHL        | 8   | 0  | 2   | 2   | 4   | —  | — | —  | —  | —  |
|            | Binghamton Whalers      | AHL        | 64  | 10 | 44  | 54  | 33  | 5  | 0 | 2  | 2  | 6  |
| 1986–1987  | Hartford Whalers        | NHL        | 2   | 0  | 0   | 0   | 0   | —  | — | —  | —  | —  |
|            | Binghamton Whalers      | AHL        | 77  | 9  | 30  | 39  | 43  | 12 | 1 | 8  | 9  | 2  |
| 1987–1988  | Hartford Whalers        | NHL        | 1   | 0  | 0   | 0   | 0   | —  | — | —  | —  | —  |
|            | Binghamton Whalers      | AHL        | 73  | 12 | 50  | 62  | 50  | 4  | 0 | 5  | 5  | 4  |
| 1988–1989  | Hartford Whalers        | NHL        | 3   | 1  | 0   | 1   | 0   | 3  | 1 | 0  | 1  | 0  |
|            | HC Varese               | Serie A    | 35  | 10 | 30  | 40  | 44  | 11 | 4 | 8  | 12 | 13 |
|            | Kanadas herrlandslag    |            | 4   | 1  | 0   | 1   | 2   | —  | — | —  | —  | —  |
| 1989–1990  | Hartford Whalers        | NHL        | 64  | 3  | 32  | 35  | 30  | 7  | 2 | 5  | 7  | 0  |
| 1990–1991  | Hartford Whalers        | NHL        | 72  | 4  | 28  | 32  | 29  | 6  | 1 | 2  | 3  | 2  |
| 1991–1992  | Hartford Whalers        | NHL        | 62  | 3  | 22  | 25  | 44  | 3  | 0 | 1  | 1  | 4  |
| 1992–1993  | Ottawa Senators         | NHL        | 81  | 7  | 34  | 41  | 34  | —  | — | —  | —  | —  |
| 1993–1994  | Ottawa Senators         | NHL        | 66  | 4  | 19  | 23  | 59  | —  | — | —  | —  | —  |
| 1994–1995  | Ottawa Senators         | NHL        | 2   | 0  | 0   | 0   | 0   | —  | — | —  | —  | —  |
|            | Atlanta Knights         | IHL        | 26  | 1  | 18  | 19  | 17  | 5  | 3 | 4  | 7  | 9  |
| 1995–1996  | Detroit Vipers          | IHL        | 79  | 7  | 54  | 61  | 46  | 8  | 2 | 3  | 5  | 8  |
| 1996–1997  | Detroit Vipers          | IHL        | 59  | 6  | 32  | 38  | 30  | 21 | 2 | 9  | 11 | 10 |
| 1997–1998  | Detroit Vipers          | IHL        | 64  | 2  | 33  | 35  | 47  | 23 | 1 | 11 | 12 | 30 |
| 1998–1999  | Washington Capitals     | NHL        | 4   | 0  | 0   | 0   | 0   | —  | — | —  | —  | —  |
|            | St. Louis Blues         | NHL        | 12  | 0  | 0   | 0   | 4   | 4  | 0 | 0  | 0  | 0  |
|            | Detroit Vipers          | IHL        | 61  | 10 | 35  | 45  | 44  | —  | — | —  | —  | —  |
| NHL totalt | NHL totalt              | NHL totalt | 377 | 22 | 137 | 159 | 208 | 23 | 4 | 8  | 12 | 6  |
| AHL totalt | AHL totalt              | AHL totalt | 238 | 32 | 134 | 166 | 130 | 29 | 2 | 23 | 25 | 18 |
| IHL totalt | IHL totalt              | IHL totalt | 333 | 29 | 201 | 230 | 209 | 57 | 8 | 27 | 35 | 57 |
| OHL totalt | OHL totalt              | OHL totalt | 199 | 36 | 196 | 232 | 123 | 37 | 5 | 49 | 54 | 17 |

#### Internationellt
| Källa: Utv = Utvisningsminuter | Källa: Utv = Utvisningsminuter | Källa: Utv = Utvisningsminuter |         |     |         |       |     |  |
| År                             | Lag                            | Mästerskap                     | Matcher | Mål | Assists | Poäng | Utv |  |
| ------------------------------ | ------------------------------ | ------------------------------ | ------- | --- | ------- | ----- | --- |  |
| 1983                           | Kanada                         | JVM                            | 7       | 1   | 1       | 2     | 2   |  |
| 1984                           | Kanada                         | JVM                            | 7       | 0   | 2       | 2     | 0   |  |
| Junior totalt                  | Junior totalt                  | Junior totalt                  | 14      | 1   | 3       | 4     | 2   |  |

## Tränare
Shaw har varit assisterande tränare för Detroit Vipers, Tampa Bay Lightning, Springfield Falcons, New York Islanders, St. Louis Blues, Columbus Blue Jackets, Vancouver Canucks och Philadelphia Flyers och tränare för Detroit Vipers, Cincinnati Mighty Ducks och New York Islanders. Sedan den 27 mars 2025 är han tränare för Philadelphia Flyers.

### Statistik
Källa: 
| Lag                 | Säsong    | Grundserie | Grundserie | Grundserie | Grundserie         | Grundserie | Grundserie         | Slutspel          |  |
| Lag                 | Säsong    | Matcher    | Vinster    | Förluster  | Övertids förluster | Poäng      | Placering          | Resultat          |  |
| ------------------- | --------- | ---------- | ---------- | ---------- | ------------------ | ---------- | ------------------ | ----------------- |  |
| New York Islanders  | 2005–2006 | 40         | 18         | 18         | 4                  | 40         | 4:a i Atlantic     | Missade slutspel. |  |
| Philadelphia Flyers | 2024–2025 | 9          | 5          | 3          | 1                  | 11         | 8:a i Metropolitan | Missade slutspel. |  |
| Totalt              | Totalt    | 49         | 23         | 21         | 5                  | 51         |                    |                   |  |